# Andrena smaragdina
Andrena smaragdina är en biart som beskrevs av Morawitz 1876. Andrena smaragdina ingår i släktet sandbin, och familjen grävbin. Inga underarter finns listade i Catalogue of Life.